# Emilie Wüstenfeld

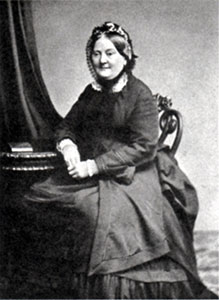
Emilie Wüstenfeld, um 1870

Emilie Wüstenfeld, geborene Capelle, (* 17. August 1817 in Hannover; † 2. Oktober 1874 in Hamburg) war eine Frauenrechtlerin und Philanthropin, die sich für Mädchenbildung und weibliche Berufsbildung einsetzte.

## Leben
Emilie  war das dritte Kind des Kaufmannes Wilhelm Eberhard Capelle, den sie jedoch im Alter von fünf Jahren verlor. Sie wuchs mit ihren beiden älteren Brüdern und einer jüngeren Schwester in einem großen Kaufmannshaushalt auf, den die Witwe mit einem Geschäftsführer weiterführte und der die Einbeziehung der Töchter in die hauswirtschaftlichen Aufgaben ermöglichte. Hierin wird der Grund für Emilies spätere Einstellung vermutet, dass „eine erweiterte Erwerbsfähigkeit die Befähigung zur Führung aller Haushaltsgeschäfte voraussetze.“
Im Alter von 27 Jahren heiratete Emilie 1841 den Kaufmann Julius Wüstenfeld aus Hamburg.

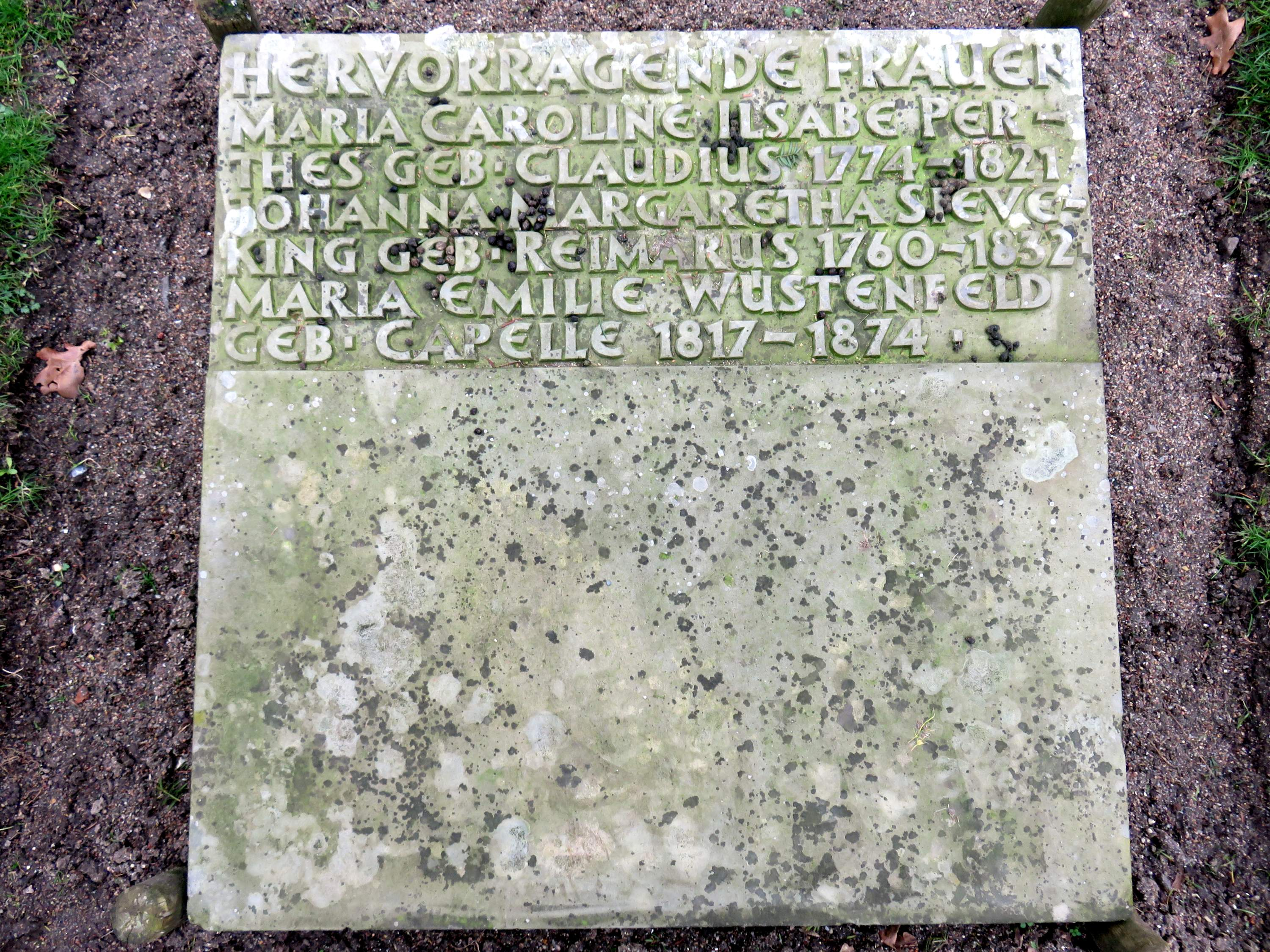
Sammelgrabtafel Hervorragende Frauen, Althamburgischer Gedächtnisfriedhof

1846 rief Emilie Wüstenfeld einen ökumenischen Frauenverein ins Leben, der unter der Bezeichnung „Frauenverein zur Förderung freier christlicher Gemeinden und humaner Zwecke“ tätig wurde. Am 1. Januar 1850 gründeten Karl Friedrich Fröbel und Emilie Wüstenfeld die „Hochschule für das weibliche Geschlecht“ in Hamburg, die erste Einrichtung dieser Art in Deutschland.
Am 3. November 1866 wurde auf Initiative von Emilie Wüstenfeld der „Paulsen-Stift“, eine Armenschule für Mädchen eingeweiht. Am 18. Februar 1867 gründete sie den „Verein zur Förderung der weiblichen Erwerbstätigkeit“. Auf ihre Initiative hin eröffnete am 1. Mai des gleichen Jahres die „Gewerbeschule für Mädchen“.

## Ehrungen
Im Bereich des Althamburgischen Gedächtnisfriedhofs des  Ohlsdorfer Friedhofs wird auf dem Sammelgrabmal Hervorragende Frauen an Emilie Wüstenfeld erinnert (zusammen mit Caroline Perthes und Johanna Margaretha Sieveking).
Seit 1923 trägt das Emilie-Wüstenfeld-Gymnasium in Hamburg ihren Namen.